# Heiligenhof (Kressbronn)
Heiligenhof ist ein Weiler der Gemeinde Kressbronn am Bodensee im baden-württembergischen Bodenseekreis in Deutschland.

## Lage

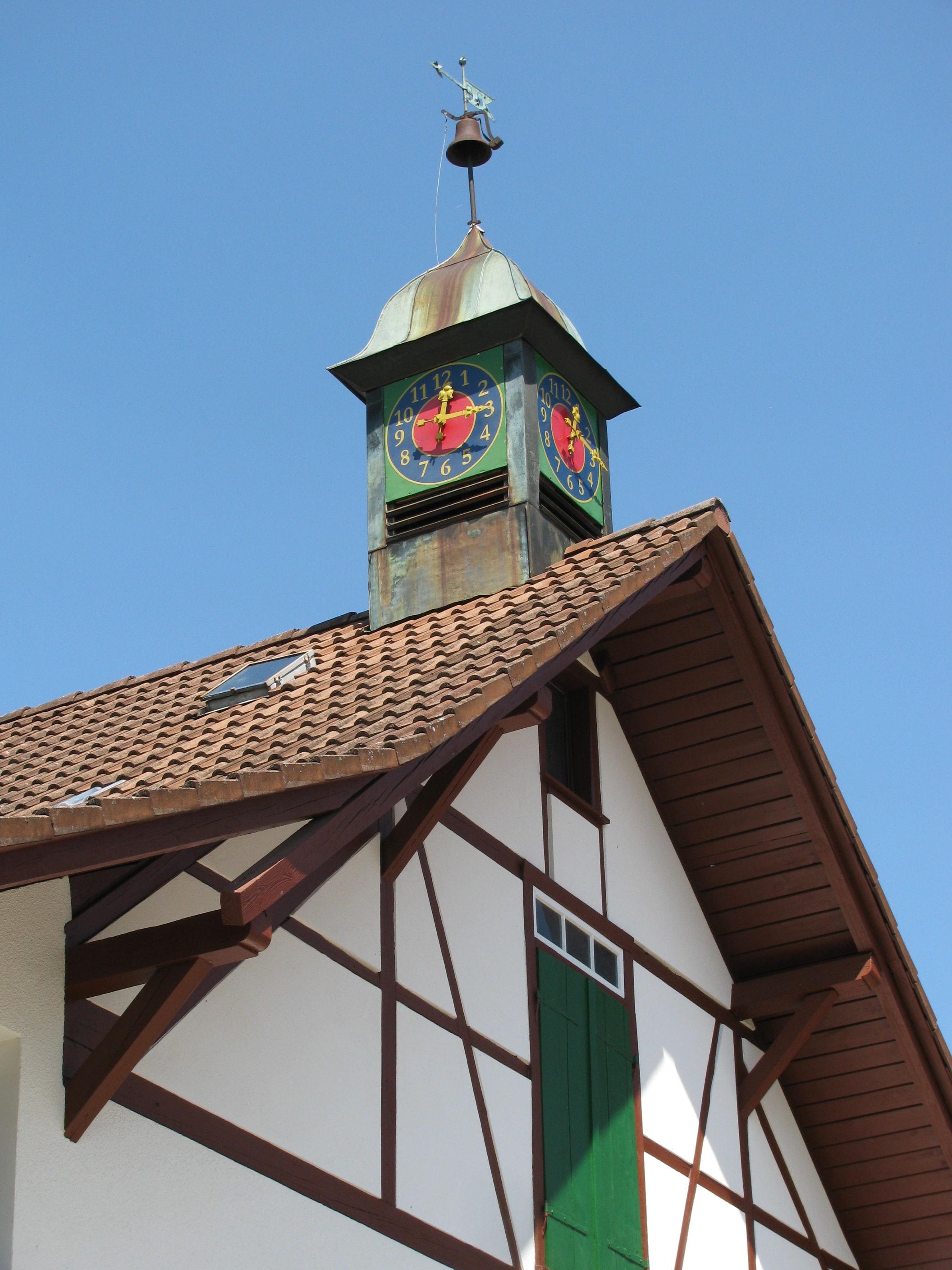
Am Heiligenhof

Der Weiler Heiligenhof liegt rund zweieinhalb Kilometer nördlich der Kressbronner Ortsmitte zwischen den anderen Ortsteilen und Weilern Gießen, Haltmaierhof und den zu Tettnang gehörenden Ortsteilen Apflau und Unterwolfertsweiler.

## Geschichte

### Römische Badruine
Das Römische Bad ist eine eingetragene Badruine, die Anfang des 20. Jahrhunderts durch Gerhard Bersu (1889–1964) bei einer Grabung entdeckt wurde. Nachdem die Bestände registriert wurden, wurde anschließend das gesamte Areal aus Kostengründen (Geld für eine Konservierung war nicht vorhanden) wieder zugeschüttet.
Neben anderen Fundstellen im Bodenseekreis (Jettenhausen und Unterlottenweiler) wurden auch beim Heiligenhof (früher „Heidenloch“ genannt) entsprechende Mauerreste gefunden, die durch Bersu im November 1913 ausgegraben wurden: eine römische Ruine – ein nach allen Seiten isoliertes Hypokaust, das einem Bad diente.
- → Hauptartikel: Römisches Bad bei Kressbronn-Betznau

## Wanderwege
Durch Heiligenhof verlaufen mehrere ausgeschilderte Wanderwege, unter anderem der östliche, von Brochenzell über Tettnang herführende Zweig des Oberschwäbischen Jakobwegs, dessen Ziel die St. Jakobus-Kapelle im bayerischen Nonnenhorn ist.